# Wappen Saint-Barthélemys

Wappen Saint-Barthélemys

Das Wappen Saint-Barthélemys ist seit 2007 das Wappen des französischen Überseegebietes Saint-Barthélemy und zeigt im blauen Wappenschild mit einem roten Balken, auf dem ein weißes Malteserkreuz liegt, oben drei goldene Lilien in Balkenlage und unten drei (2;1) goldene Perlenkronen. Gehalten wird der Schild von weißen flügelschlagenden Vögeln mit goldenen Beinen und ebenso gefärbten Schnabel. Auf den Schild ruht eine goldene fünftürmige Mauerkrone. 
Unter den Schild befindet sich ein weißes Band mit den Majuskeln in schwarz „OUANALAO“ (der Name der Insel in der Sprache der Ureinwohner Arawak).